# Impost regressiu
Un impost regressiu és un tipus d'impost que grava un percentatge major a les rendes més baixes, i menor a les més altes. Això és possible perquè són quantitats fixes. Alguns impostos regressius són l'impost de matriculació d'un automòbil o d'una moto, els peatges de les autopistes, les multes de trànsit o per incivisme, etc.
Per exemple, una persona fa una pintada al carrer i l'ens local el multa amb 400 €. Si la persona té un salari de 800 € mensuals, la multa representa el 50% d'aquest (el 50% de 800 és 400). En canvi, a les persones més riques els surt relativament menys car fer pintades. Si, per exemple, qui ho fa guanya 4.000 €, la multa de 400 € representarà només un 10% del seu sou (el 10% de 4.000 és 400) i no un 50%.
Tot i que hi ha autors que han considerat l'IVA i els impostos proporcionals sobre el seu preu com a proporcionals, estrictament aquests també són regressius pel que fa a les rendes, i haurien de considerar-se només proporcionals els que ho són respecte a la renda de qui paga, no al preu del producte o servei. Seria proporcional i no regressiu, per exemple, un impost que gravés per a tothom el cinc per cent dels seus ingressos per a finançar la sanitat. I seria regressiu haver de pagar el cinc per cent del cost de la visita del metge.